# Pternistis rufopictus
Pternistis rufopictus е вид птица от семейство Phasianidae.

## Разпространение
Видът е разпространен в Танзания.